# Punct Curie
Punctul Curie este temperatura limită la care un material se demagnetizează.
Punctul Curie este temperatura caracteristică a unei anumite substanțe feromagnetice, deasupra căreia aceasta devine paramagnetică.